# Мааря Кангро
Мааря Кангро (на естонски: Maarja Kangro) е естонска поетеса, писателка на къси разкази и либретистка.

## Биография
Родена е на 20 декември 1973 г. в Талин в семейството на композитора Раймо Кангро и съпругата му писателката Леело Тунгал. Мааря завършва Тартуския университет, където учи литературознание и английска филология. След това записва аспирантура по „културология“ в Талинския университет по направлению „культурология“.
Занимава се с преводи на литературни произведения от италиански, английски и немски език, като превежда произведения на Умберто Еко, Ханс Магнус Енценсбергер, Андреа Дзандзото, Валерио Магрели и други. Освен това започва да изпробва своите сили като поетеса и писателка.
През 1999 г. съвместно със сестра си Кирке Кангро (род. 1975) написва либрето към операта Süda на баща им Раймо Кангро. През 2005 година следва либрето за камерната опера Kaubamaja на композитора Тъниса Кауманна. През 2006 година се състои премиера на две опери на Тъну Кървитса с нейно либрето: Tuleaed и Mu luiged, mu mõtted. През 2008 годинасе състои премиера на кантата Kuked ja kanad на композитора Тимо Щайнер с нейно либрето. Премиера на операта Kaks pead на Тимо Щайнера с нейно либрето се състои през юни 2011 г.
През 2006 г. излиза първия ѝ сборник със стихове „Kurat õrnal lumel“. Същата година излиза написаната съвместно със сестрай книга за деца „Puuviljadraakon“ („Плодовия дракон“). Стиховете ѝ се отличават с ирония и остроумие. През 2010 г. излиза сборника ѝ със стихове „Ahvid ja solidaarsus“ („Маймуни и солидарност“) получил годишната премия на фонда Eesti Kultuurkapital.. По-нататък започва да пише проза.

## Книги
- 2006 Kurat õrnal lumel (поеми)
- 2006 Puuviljadraakon (книга за деца)
- 2007 Tule mu koopasse, mateeria (поеми)
- 2008 Heureka (поеми)
- 2010 Ahvid ja solidaarsus (кратки разкази)
- 2010 Kunstiteadlase jõulupuu (поеми)
- 2011 La farfalla dell'irreversibilità[4] (поеми на италиански език)
- 2012 Dantelik auk (къси разкази)
- 2012 Обезьяны и солидарность (къси разкази на руски език)
- 2013 Must tomat (поеми)
- 2014 „Hüppa tulle“ (къси разкази и новели)
- 2016 „Klaaslaps“ (роман)

## Либрето и други за музика
- 1999 Süda, опера от Раймо Кангро (с Кирке Кангро)[5]
- 2005 Kaubamaja, опера от Тънис Кауман [6]
- 2006 Tuleaed и Mu luiged, mu mõtted, опери от Тъну Кървитс [7]
- 2007 To Define Happiness, мултимедийна работа от Гавин Брайърс и Пеетер Ялакас[8]
- 2008 Monument Muneja-Kukele ehk Kuked ja kanad, кантата от Тимо Щайнер [9]
- 2011 Kaks pead, опера от Тимо Щайнер

## Награди
- 2006 Най-добра книга на годината на Естонския детски литературен център (за Puuviljadraakon)
- 2008 Литературна награда на Талинския университет (за Tule mu koopasse, mateeria)[10]
- 2009 Литературна награда на Талинския университет (за Heureka)
- 2009 Литературна награда на естонската културна фондация за поезия (за Heureka)
- 2011 Литературна награда на естонската културна фондация за проза (за Ahvid ja solidaarsus)
- 2011 Награда за къс разказ Фридеберт Туглас (за 48 tundi)
- 2014 Награда за къс разказ Фридеберт Туглас (за Atropose Opel Meriva)
- 2016 Литературна награда на Талинския университет за превод („Der Untergang der Titanic“ на Ханс Магнус Ензенсбергер)
- 2016 Erster Rödermarkscher Literaturpreis (за поемата „Der Ex“ / „Vana armuke“)